# Мицов, Здравко
Здравко Мицов (болг. Здравко Василев Мицов) — участник Великой Отечественной войны, подполковник РККА и генерал-майор Болгарской Народной Армии, Герой Социалистического Труда НРБ, заслуженный врач Народной Республики Болгария, доктор медицинских наук, профессор.

## Биография
Родился в 1903 году в Плевене.
В 1917 году, будучи учеником школы, начал участвовать в распространении газеты «Работнически вестник» (печатного органа БРСДП (т.с.)) и к концу сентября 1918 года осознал себя как сторонника идей БРСДП (т.с.).
15 декабря 1918 года по поручению офицера запаса болгарской армии, тесного социалиста Васила Караваева, создал в Плевене молодёжную ячейку БРСДП (т.с.) из пяти человек (в дальнейшем ставшую городским отделением РМС), участвовал в митингах и общественной работе, за что был исключён из гимназии как неблагонадёжный, но впоследствии сумел восстановиться и продолжил обучение.
25-27 мая 1919 года участвовал в XXII съезде БРСДП (т.с.) (I съезде БКП), на котором БРСДП (т.с.) была переименована в Болгарскую коммунистическую партию тесных социалистов
После окончания в 1922 году гимназии продолжал политическую деятельность — в июне 1922 года в качестве представителя молодёжной секции плевенской парторганизации участвовал в IV съезде БКП. В сентябре 1922 года был избран секретарём плевенского молодёжного товарищества имени Георгия Киркова.
В январе 1923 года организовал в Плевене «Народный университет».
Участник Сентябрьского восстания 1923 года, после подавления которого перешёл на нелегальное положение. В феврале 1924 года был переправлен в Югославию, откуда был переведён в Вену и стал курьером Заграничного бюро ЦК БКП. В 1924 году был принят в члены БКП.
В июне 1924 года был включён в состав партийной группы содействия БКП в австрийском городе Грац, которая вела организационную, агитационную и курьерскую работу, обеспечивала конспиративные квартиры и документы для работы нелегального маршрута БКП через австрийско-югославскую границу и выполняла иные секретные поручения.
18 июля 1927 года во время полицейской проверки студенческой столовой был задержан австрийской полицией для проверки документов, после чего партийное руководство приняло решение о переправке Мицова в СССР.
Осенью 1927 года прибыл в СССР через западную границу, поселился в Москве, работал в ЦК МОПР.
В мае 1928 года перешёл из БКП в ВКП(б).
В конце августа 1928 года по решению Загранбюро ЦК БКП был направлен для прохождения военного обучения в распоряжение наркомата обороны СССР. В сентябре 1929 года поступил в ленинградскую Военно-медицинскую академию, после окончания которой был назначен старшим врачом в бригаду морской авиации в Севастополе. Участвовал в медицинском обеспечении учений и манёвров, при высадке учебных морских и воздушных десантов РККА.
Для обмена опытом и повышения квалификации в качестве военного врача выезжал в авиационную школу в Каче, а также прошёл трёхмесячные курсы по хирургии в хирургическом отделении военно-морского госпиталя в Севастополе. Кроме того, в это время овладел профессией лётчика-наблюдателя, обучился управлению моторным катером и стрельбе из пулемёта.
В 1934 году был командирован в военно-медицинскую академию для подготовке по направлению «токсикология» и в апреле 1935 года был зачислен в адъюнктуру при кафедре патологии и терапии поражений токсическими веществами Военно-медицинской академии в Ленинграде.
20 мая 1941 года защитил диссертацию на тему «Подкожная кислородная терапия при гипоксемическом состоянии организма», после чего был направлен в командировку для участия в медицинском обеспечении войсковых учений РККА.
После начала Великой Отечественной войны продолжал работу в Военно-медицинской академии до середины июля 1941 года, когда в соответствии с приказом командования Ленинградского фронта был направлен в главный полевой эвакуационный пункт № 93 с поручением наладить работу эвакопункта и подчинённых ему военных госпиталей.
На следующий день Мицов прибыл в расположение 20-го медико-санитарного батальона восточнее Луги и приступил к выполнению обязанностей в прифронтовой полосе между Псковом и Лугой. Занимался медицинским обеспечением войск сначала на Лужском оборонительном рубеже, затем на подступах к Ленинграду. Участник обороны Ленинграда в 1941 году.
26 ноября 1941 года в составе группы работников и слушателей Военно-медицинской академии эвакуирован на самолёте в Новую Ладогу, через 47 дней движения автомобильным и железнодорожным транспортом группа прибыла в Самарканд (где была размещена Военно-медицинская академия в период эвакуации) и продолжила обучение военно-медицинского персонала для действующей армии.
В начале лета 1942 года по указанию Центрального военно-медицинского управления РККА был направлен в Москву, был назначен старшим инспектором Центрального военно-медицинского управления РККА и направлен в Калугу, для работы в базовом армейском госпитале Западного фронта.
Прошёл обучение на курсах для руководителей для руководителей военных кафедр при медицинских институтов, после чего был направлен в Астрахань — начальником военной кафедры при Астраханском медицинском институте.
В середине сентября 1945 года получил предписание отбыть в распоряжение ЦК ВКП(б) и после встречи с Г. Димитровым был направлен в Болгарию.
15 октября 1945 года прибыл в Софию и с середины ноября 1945 года начал занятия с врачами медицинского отдела Софийского гарнизона по вопросам организации медицинского обеспечения. После создания Общевойскового гигиенического института, который являлся научной базой медицинской службы БНА, был назначен его директором. В 1950 году по решению Болгарской академии наук ОВГИ получил новое наименование — Научно-исследовательский военно-медицинский институт.
В должности руководителя НИВМИ оставался до 1955 года, в конце 1955 года начал работать на военной кафедре медицинского факультета Софийского университета, активно занимался научно-исследовательской работой (за этот период издал пять учебников и три отдельных тома научных трудов Высшего военно-медицинского института).
В 1963 году назначен начальником кафедры радиационной защиты военно-медицинского института.
Поскольку по действовавшему болгарскому законодательству профессора имели право работать до 65 лет, после достижения предельного возраста в 1968 году был направлен на пенсию.
Находясь на пенсии, продолжал заниматься организационной и научной работой (только в период до 1981 года он написал и опубликовал 3 монографии, 5 статей, прочитал три научных доклада и провёл две научные сессии).
Скончался в 1986 году.

## Семья
Жена, двое детей и ещё один сын..

## Награды
- орден Красной Звезды[3]
- две медали «За боевые заслуги»[3]
- медаль «За оборону Ленинграда»[3]
- Герой Социалистического Труда (НРБ)[3]
- орден «Георгий Димитров»

## Работы
- Здравко Мицов. Военна токсикология. София, «Медицина и физкултура», 1958—365 стр. (болг.)
- Здравко Мицов. Пирогов. София, «Медицина и физкултура», 1971 — 80 стр. (болг.)
- З. В. Мицов, А. С. Георгиевский. Медицинская общественность и военная медицина в Освободительной войне на Балканах в 1877—1878 гг. М., «Медицина», 1978—234 стр., илл. (рус.)
- Здравко Мицов. Нелегалният канал. Спомени (1920—1945). София, Партиздат, 1985. — 189 стр. (болг.)